# (3062) Wren
(3062) Wren est un astéroïde de la ceinture principale.

## Description
(3062) Wren est un astéroïde de la ceinture principale. Il fut découvert le 14 décembre 1982 à la station Anderson Mesa par Edward L. G. Bowell. Il présente une orbite caractérisée par un demi-grand axe de 3,02 UA, une excentricité de 0,11 et une inclinaison de 11,3° par rapport à l'écliptique.

## Compléments